# NGC 4474
NGC 4474 ist eine linsenförmige Galaxie vom Hubble-Typ S0 im Sternbild Haar der Berenike am Nordsternhimmel. Sie ist schätzungsweise 70 Mio. Lichtjahre von der Milchstraße entfernt und hat einen Durchmesser von etwa 50.000 Lj. Die Galaxie wird unter der Katalognummer VVC 1242 als Mitglied des Virgo-Galaxienhaufens gelistet. 

Im selben Himmelsareal befinden sich u. a. die Galaxien NGC 4459, NGC 4468, IC 3432, IC 3442.
Das Objekt wurde am 8. April 1784 von Wilhelm Herschel entdeckt.